# Akujiki Reijō to Kyōketsu Kōshaku
Akujiki Reijō to Kyōketsu Kōshaku: Sono Mamono, Watashi ga Oishiku Itadakimasu! (悪食令嬢と狂血公爵 〜その魔物、私が美味しくいただきます！〜?) es una serie de novelas ligeras japonesas escritas por Kanata Hoshi e ilustradas por Peperon. La serie comenzó a serializarse en línea en noviembre de 2019 en el sitio web de publicación de novelas generadas por usuarios Shōsetsuka ni Narō. Más tarde fue adquirida por Kōdansha, que ha publicado tres volúmenes desde abril de 2021 bajo su sello Kodansha Ranobe Books f. Una adaptación al manga con arte de Chika Mizube se ha serializado en línea a través del sitio web y la aplicación de manga Palcy de Kodansha desde marzo de 2021 y se ha recopilado en ocho volúmenes tankōbon. Una adaptación de la serie de televisión de anime producida por Asahi Production se estrenará en octubre de 2025.

## Sinopsis
Melphiera es la hija de un conde que es rechazada por la mayor parte de la nobleza, gracias a los rumores sobre su propensión a la cocina basada en monstruos. Cuando asiste a una fiesta con la esperanza de encontrar a alguien con quien casarse, es atacada por un monstruo feroz, solo para ser salvada por Aristide de Galbraith, temido como el «Duque Loco de Sangre». A él empieza a gustarle Melphiera... y en poco tiempo, incluso se interesa por el “pasatiempo” que ella nunca se atrevió a contarle a nadie más. ¡Amor, batalla y excelente cocina te esperan en esta fantasía romántica!

## Personajes
Melphiera Marchalrayd (メルフィエラ・マーシャルレイド Merufiera Māsharureido?)
 Seiyū: Kanna Nakamura
Aristide Roger de Galbraith (アリスティード・ロジェ・ド・ガルブレイス Arisutīdo Roje do Garubureisu?)
 Seiyū: Taito Ban

## Contenido de la obra

### Novelas ligeras
La novela ligera fue escrito por Kanata Hoshi, Akujiki Reijō to Kyōketsu Kōshaku comenzó a publicarse en línea en el sitio web de publicación de novelas generadas por usuarios Shōsetsuka ni Narō el 29 de noviembre de 2019. Más tarde fue adquirida por Kōdansha, que comenzó a publicarla con ilustraciones de Peperon bajo su recién formada imprenta de novelas ligeras Kodansha Ranobe Books el 2 de abril de 2021. Se han publicado tres volúmenes a partir del 1 de abril de 2023.
| Volúmenes de novelas ligeras publicadas | Volúmenes de novelas ligeras publicadas | Volúmenes de novelas ligeras publicadas |
| Número                                  | Fecha de lanzamiento                    | ISBN                                    |
| --------------------------------------- | --------------------------------------- | --------------------------------------- |
| 1                                       | 2 de abril de 2021                      | ISBN 978-4-06-522500-4                  |
| 2                                       | 2 de marzo de 2022                      | ISBN 978-4-06-527579-5                  |
| 3                                       | 1 de abril de 2023                      | ISBN 978-4-06-531307-7                  |

### Manga
Una adaptación al manga ilustrada por Chika Mizube comenzó a publicarse en la aplicación Palcy de Kōdansha el 22 de marzo de 2021. Los capítulos del manga se han recopilado en ocho volúmenes tankōbon a partir de junio de 2024. La adaptación al manga está autorizada en Norteamérica por Kodansha USA. Kodansha también publica la serie en inglés en su servicio K Manga.
| Volúmenes de manga publicados | Volúmenes de manga publicados | Volúmenes de manga publicados |
| Número                        | Fecha de lanzamiento          | ISBN                          |
| ----------------------------- | ----------------------------- | ----------------------------- |
| 1                             | 29 de octubre de 2021         | ISBN 978-4-06-524691-7        |
| 2                             | 28 de enero de 2022           | ISBN 978-4-06-526372-3        |
| 3                             | 30 de mayo de 2022            | ISBN 978-4-06-527626-6        |
| 4                             | 28 de octubre de 2022         | ISBN 978-4-06-529379-9        |
| 5                             | 30 de marzo de 2023           | ISBN 978-4-06-530820-2        |
| 6                             | 30 de agosto de 2023          | ISBN 978-4-06-532526-1        |
| 7                             | 30 de enero de 2024           | ISBN 978-4-06-533772-1        |

### Anime
Se anunció una adaptación televisiva de la serie de anime el 21 de octubre de 2024. Es producida por Asahi Production y dirigida por Mutsumi Takeda, con Keiichirō Ōchi manejando la composición de la serie, Masato Kato diseñando los personajes y Takaaki Nakahashi componiendo la música. La serie estaba originalmente prevista para abril de 2025, pero posteriormente se retrasó debido a "diversas circunstancias". El estreno está previsto para octubre de 2025 en TBS y BS11. El tema de apertura es "Sugary Story" interpretado por Avam, mientras que el tema final es "Kibō Kōdo" interpretado por Shun'ichi Toki.